# Juan Ramón Lestani
Juan Ramón Lestani (Villa Argentina, Territorio Nacional del Chaco, Argentina, 31 de agosto de 1904- 26 de noviembre de 1952) , fue un escritor, periodista y político chaqueño. Personaje entrañable de la Provincia del Chaco, fue el primer intendente nacido en el Chaco, ejerciendo el cargo en dos oportunidades: de 1933 a 1935 y de 1940 a 1942. 

## Biografía
Fue el hijo del agricultor Lino Lestani y de Julia Valussi. 
Fue el cuarto hijo de once hermanos: Dominga, Margarita, Rodolfo, Rosa María, Elena, Emilia, Elena, Elvira, Arturo y Héctor Oscar. 
Sus estudios primarios y parte de los secundarios los cursó en el colegio Don bosco de Santa Fe, junto a su hermano Rodolfo. 
De niño sintió interés por la lectura. Su salud era frágil a consecuencia de su asma. 
Frecuentó amistad con Lynch Arribálzaga, Guido Arnoldo Miranda, Juan de Dios Mena y otros. 
En 1932 integró la Comisión Pro Provincialización del Chaco, en 1934, la Alianza Civil Territorial y en 1940 la Junta Provincialista.
Desde 1940 a 1942 intervino en la organización del Ateneo del Chaco y en esos mismos años, fue presidente de la Universidad Popular. 
Publicó para la revista Estampa Chaqueña (1929), para el periódico La Verdad,fue director de Región(1936). 
Fue uno de los fundadores de la filial de la SADE. 
Silvia Leoni, lo recuerda en su libro Rebelión en la Selva de la siguiente manera: 

" A veces, medio a la rastra, también caía al baile Juan Lestani, líder socialista y jugoso escritor"
Ib.#GGC11C

Hacia el final de su vida, interpretaba la guitarra y practicaba Fútbol. 
Falleció en  Resistencia el 26 de noviembre de 1952 a los 48 años.

## Obras
- 1934 : Turismo Proletario.
- 1935 : El Territorio Nacional del Chaco. Geográfico-Econo´mico-Político y Social.
- 1935 : El Chaco. Oro y Miseria.
- 1938 : Unidad y Conciencia. Aspectos morales del Chaco.
- 1940 : En los caminos del Chaco.
- Resistencia (monografía histórica).

## Premios  y distinciones
- 29 de noviembre de 1960: Se le impone su nombre a la Biblioteca de Extensión Escolar de Villa Emilia, Barranqueras, y una calle de Villa San Martín (donde vivió sus últimos días), también lo recuerda.
- 10 de noviembre de 2012: al cumplir 83 años de vida institucional, la Universidad Popular le rindió tributo.